# Emanometr
Emanometr – urządzenie radiometryczne do pomiaru zawartości radonu w gazach, np. w powietrzu. Nazwa pochodzi od emanacji, dawnej nazwy tego pierwiastka. 
Emanometr składa się z komory do napełniania lub kolby szklanej pokrytej od wewnątrz luminoforem. Po wprowadzeniu do niego gazu, mierzy się promieniotwórczość. Czułość przyrządu pozwala na wykrycie aktywności rzędu kilku rozpadów na minutę.